# Cimari
Cimari is een bestuurslaag in het regentschap Ciamis van de provincie West-Java, Indonesië. Cimari telt 5242 inwoners (volkstelling 2010).